# Vanuatu az olimpiai játékokon
Vanuatu 1988-tól vesz részt az olimpiai játékokon, azóta minden nyári olimpiára küldött sportolókat, de télire még egyszer sem.
Vanuatu egyetlen sportolója sem nyert még olimpiai érmet.
A Vanuatui Sportszövetség és Nemzeti Olimpiai Bizottságot 1987-ben alapították, és a NOB még abban az évben felvette tagjai sorába.